# 24 City
Pour plus de détails, voir Fiche technique et Distribution.
24 City (二十四城记, Er shi si cheng ji) est un film chinois réalisé par Jia Zhangke, sorti en 2008.

## Synopsis
Une cité ouvrière est détruite au profit d’un complexe d’appartements de luxe.

## Fiche technique
- Titre : 24 City
- Titre original : 二十四城记 (Er shi si cheng ji)
- Réalisation : Jia Zhangke
- Scénario : Jia Zhangke et Zhai Yongming
- Musique : Yoshihiro Hanno et Lim Giong
- Photographie : Wang Yu et Yu Lik-wai
- Montage : Kong Jinlei et Lin Xudong
- Production : Shо̄zо̄ Ichiyama, Jia Zhangke et Wang Hong
- Société de production : Bandai Visual, Bitters End, China Resources, Office Kitano, Shanghai Film Group et Xstream Pictures
- Société de distribution : Ad Vitam Distribution (France)
- Pays :  Chine,  Hong Kong et  Japon
- Format : couleur - 1,85:1 - son Dolby Digital - 35 mm
- Genre : Documentaire et drame
- Durée : 112 minutes
- Dates de sortie : 
  -  Chine : 3 juin 2008
  -  France : 18 mars 2009

## Distribution
- Chen Jianbin
- Joan Chen : petite fleur
- Lü Liping : Hao Dali
- Zhao Tao : Su Na